# A sivatag vámpírjai
Az A sivatag vámpírjai (eredeti címe: The Forsaken) 2001-ben bemutatott amerikai horrorfilm, melyet J. S. Cardone rendezett. A főbb szerepekben Kerr Smith, Brendan Fehr, Izabella Miko és Jonathan Schaech látható. 2001. április 27-én mutatták be az Egyesült Államokban. Magyarországon videokazettán jelent meg 2001. augusztus 30-án. A produkció kereskedelmi és kritikai bukás volt.

## Cselekmény
Sean szabadúszó sofőrként dolgozik, hogy megéljen. Egy nap azzal bízzák meg, hogy szállítson el egy drága Mercedest Los Angelesből Miamiba, de nem sérülhet meg az autó, és nem vehet fel stoppost.
Sean éppen az országot szeli át, amikor felveszi Nick-et. Nick egy vámpírvadász, aki egy Kit nevű vámpírt üldöz. Kit egyike az Elhagyottaknak, az első vámpíroknak, akik eredetileg lovagok egy csoportja voltak, és egyezséget kötöttek a bukott angyallal, Abaddonnal. Az egyezség lényege, hogy örökké élnek, ha megisszák egy társuk vérét. Az Elhagyottak közül kettő az Egyesült Államokban van. 
Nicket megharapta és megfertőzte egy vámpír, de egy gyógyszernek köszönhetően a vámpírvírust kordában tartják. Az Elhagyottak mindegyike saját vérvonalat hordoz, így egy Elhagyott megölése megöli az egész vérvonalát, és visszafordítja az állapotot azoknál, akik még nem változtak át teljesen. Nick úgy véli, hogy ha megöli Kitet, meggyógyul, mielőtt átváltozna. Sean nem hisz neki, amíg egy bárban Megant, egy lányt, megharapják, és Nick le nem győz egy vámpírt a napfény segítségével. Megan azonban megharapja Seant, ezért kénytelenek Nickkel menni.
Mivel az Elhagyottakat csak megszentelt földön lehet megölni, 60 mérföldre találnak egy régi spanyol temetőt, amelyet soha nem ástak ki. Kit utoléri őket és csatázni kezdenek. Megan és Nick alulmaradnak, ezért Sean az autójával a falhoz szegezi Kitet. Mikor a csapatnak sikerül a napfényen tartani Kitet, Kit elporlad, Sean és Megan pedig meggyógyulnak. Nick azonban nem érzékel változást, ezért folytatnia kell útját, hogy megtalálja a másik Elhagyottat, aki őt megharaphatta. Sean felzárkózik hozzá, és vele tart Denverbe.

## Szereplők
| Szerep   | Színész           | Magyar hangja       |
| -------- | ----------------- | ------------------- |
| Sean     | Kerr Smith        | Schmied Zoltán      |
| Nick     | Brendan Fehr      | Moser Károly        |
| Megan    | Izabella Miko     | n.a                 |
| Kit      | Johnathon Schaech | Barabás Kiss Zoltán |
| Cym      | Phina Oruche      | n.a                 |
| Pen      | Simon Rex         | Seder Gábor         |
| Ina Hamm | Carrie Snodgress  | Illyés Mari         |

## Fogadtatás

### Kritikai visszhang
A film gyér fogadtatásban részesült. A Rotten Tomatoeson 7%-os minősítést ért el 56 értékelés alapján, az összefoglaló szerint: „Már csináltak ilyet, és jobban.” Andrew Pulver a Guardiantől azt írta: „A lényegre le lett csupaszítva, ez egy érdekes vámpírfilm lehetett volna.” Robert K. Elder a Chicago Tribune-től azt írta: „Az [angolul Forsaken / Elhagyottak] találó cím, úgy tűnik, hogy ebben a filmben szinte mindenről lemondtak, vagy egyszerűen csak elhanyagolták, beleértve a cselekményt, a karaktereket és a logikát is.” Stephen Holden a New York Timestól azt írta: „Túl korán veszi elő a sokkoló taktikák teljes arzenálját, és elpazarolja a felgyülemlett feszültséget.”
A MetaCritic 35 pontot adott a 100-ból 12 vélemény alapján. Gemma Files a Film.com-tól azt írta: „A horror visszafogottság és bocsánatkérés nélkül, a nomád aljasság teljes erejű, vérrel átitatott, folyamatos előrehaladásban lévő rakományaként jelenik meg.” Joe Leydon a Varietytől azt írta: „Egy közepes B-kategóriás film, amely egy kicsit több szellemességgel és stílussal legalább kultikus darab lehetett volna.” Bruce Fetts az Entertainment Weeklytől azt írta: „Bár ritkán ijesztő, a film gyakran véres.”

### Bevételi adatok
A Box Office Mojo szerint a film veszteséges volt. A 15 millió dolláros költségvetésből 8,7 millió dolláros bevétel keletkezett.